# Danny Elfman
Daniel Robert «Danny» Elfman (Los Ángeles, California, 29 de mayo de 1953) es un compositor, músico, cantautor y productor discográfico estadounidense. Es reconocido por ser un miembro fundador de la banda de new wave Oingo Boingo, y principalmente por escribir música para las películas del director Tim Burton y de Sam Raimi, debutando en 1985 como compositor de bandas sonoras con su película La gran aventura de Pee-Wee y manteniendo una extensa colaboración con Burton hasta el día de hoy; así mismo también compuso la banda sonora para la trilogía original de Spider-Man, dirigida por Sam Raimi, compuesta por Spider-Man y Spider-Man 2 y compuso la banda sonora de Doctor strange en el multiverso de la locura del mismo director. Además, es conocido por ser el líder del retirado grupo estadounidense Oingo Boingo y por crear el famoso tema de la serie televisiva animada Los Simpson que, entre muchos otros trabajos, le han otorgado un gran prestigio a lo largo de su ecléctica carrera musical.

## Biografía
Se ha convertido en uno de los más admirados compositores de los últimos años gracias a la frescura, originalidad, ironía y sorprendente uso de la música para la pantalla. Le gusta el uso de las grandes orquestas junto a voces corales, tanto de niños como de adultos.
Sus padres contrataron a un profesor particular y lo matricularon en el conservatorio de música, pero Danny lo dejó todo para aprender por su cuenta. Se unió al grupo teatral de su hermano, el The Mystic Knights of Oingo Boingo como parte del coro, pero su personalidad inquieta le llevó a componer canciones y finalmente a dirigirlo. Danny y su grupo componen la música de la película realizada por su hermano Forbidden Zone (1980) y después de muchos conciertos alcanzan cierta fama.
En 1985 Tim Burton, un prometedor y joven director de cine que quería hacer su primera película, quiere que Danny Elfman componga la banda sonora. A partir de este momento ambos autores inician una larga amistad que daría lugar a una de las colaboraciones más largas y fructíferas de la historia del cine, con la única excepción de Ed Wood compuesta por Howard Shore y Sweeney Todd, compuesta por Stephen Sondheim, autor original del musical. Hoy día es difícil pensar en una película de Tim Burton sin la música de Elfman.
Elfman demuestra con su trabajo que se adapta a todos los estilos con obras de monstruos enamorados como Edward Scissorhands, personajes de cómic como Batman, Hulk, Spider-Man, Hombres de negro o Dick Tracy, mundos fantásticos como Razas de noche o El planeta de los simios, comedias como Mars Attacks! y Scrooged, el mundo de los vivos mezclado con el de los muertos, como Beetlejuice y The Frighteners, y también al musical, con Corpse Bride y The Nightmare Before Christmas considerada por muchos como su obra maestra.
Para las series de televisión ha realizado los temas principales de Los Simpson, Historias de la cripta, Beetlejuice, Mujeres desesperadas y The Flash. 
También han utilizado sus temas en las bandas sonoras de algunos videojuegos como por ejemplo: Kingdom Hearts II y en todos los basados en Los Simpson (Road Rage, Hit & Run, etc.). Ha compuesto los temas principales para los videojuegos Fable y Fable II. La banda sonora de Edward Scissorhands se usó para el anuncio de la Lotería de Navidad de 2011.
Ha sido candidato a los Óscar en cuatro ocasiones por Good Will Hunting (1997), Hombres de negro (1997), Big Fish (2003) y Milk (2008), sin llegar a ganar finalmente el galardón en ninguna ocasión.
Elfman estudio en tres escuelas en la Escuela Preparatoria University,California Institute of the Arts y Yale School of Music

## Trabajos

### Filmografía como compositor
- 2022
  -  Doctor Strange en el multiverso de la locura

- 2021
  -  La mujer en la ventana

- 2020
  -  Dolittle

- 2019
  -  Dumbo (película de 2019)
  -  Men in Black: International

- 2018
  - Cincuenta sombras liberadas
  - Don't Worry, He Won't Get Far on Foot
  - El Grinch (2018)

- 2017
  - The Circle
  - Liga de la Justicia
  - Cincuenta sombras más oscuras
  - Tulip Fever

- 2016
  - Alicia a través del espejo
  - Somnia: Antes de despertar
  - La chica del tren
  - The Oscars (Especial de TV)

- 2015
  - Avengers: Age of Ultron
  - Cincuenta sombras de Grey
  - Goosebumps
  - The End of the Tour

- 2014
  - Big Eyes
  - Las aventuras de Peabody y Sherman

- 2013
  - Epic
  - Oz the Great and Powerful
  - American Hustle

- 2012
  - Sombras tenebrosas
  - Hombres de negro III
  - Hitchcock
  - Silver Linings Playbook
  - Promised Land
  - Frankenweenie

- 2011
  - Real Steel
  - Restless

- 2010
  - Alicia en el país de las maravillas (candidato al Globo de oro y al BAFTA)
  - El hombre lobo
  - The Next Three Days

- 2009
  - 9
  - Taking Woodstock
  - Terminator Salvation
  - Notorious

- 2008
  - Hellboy 2: el ejército dorado
  - Wanted
  - Milk (candidato al Óscar)
  - Fable II (Videojuego)

- 2007
  - Spider-Man 3 (Temas)
  - Los Simpson: la película (Tema principal)
  - Meet the Robinsons
  - The Kingdom

- 2006
  - Charlotte' s Web

- 2005
  - Charlie y la fábrica de chocolate
  - Corpse Bride
- 2004
  - Fable (Videojuego)
  - Spider-Man 2
- 2003
  - Hulk
  - Big Fish (candidato al Óscar)
- 2002
  - Spider-Man
  - Hombres de negro II
  - El Dragón Rojo
  - Chicago
- 2001
  - El planeta de los simios
  - Stayboy
- 2000
  - The Family Man
- 1999
  - Sleepy Hollow
  - Prueba de vida
  - Instinto
- 1998
  - Un plan sencillo
  - A Civil Action
- 1997
  - Good Will Hunting (candidato al Óscar)
  - Hombres de negro (candidato al Óscar)
  - Flubber
- 1996
  - Misión: Imposible
  - Mars Attacks!
  - The Frighteners
  - Extreme Measures
- 1995
  - Eclipse total
  - Todo por un sueño
  - Dead presidents
- 1994
  - Belleza negra
  - Dilbert (La serie animada)
- 1993
  - El ejército de las tinieblas
  - Sommersby
  - The Nightmare Before Christmas (candidato a un Globo de oro y un Emmy, Walt Disney Records 80020)
- 1992
  - Un poli con suerte
  - Batman Returns
  - Batman: la serie animada (Temporada 1992-1993)
  - Article 99 (Paro clínico)
- 1991
  - Edward Scissorhands
- 1990
  - Razas de noche
  - Dick Tracy
  - Darkman
  - The Flash (Serie de TV)
- 1989
  - Batman (ganadora de un Grammy)
  - Los Simpson (Tema principal)
- 1988
  - El gran Pee-Wee
  - Un caballo en la bolsa
  - Beetlejuice
  - Huida a medianoche
  - Scrooged
- 1987
  - Juerga tropical
  - El rebelde
- 1986
  - Sledge Hammer!
  - Regreso a la escuela
- 1985
  - Amazing Stories
  - Weird Science
  - La gran aventura de Pee-Wee
- 1980
  - Forbidden Zone

### Como actor
- 2008 - Proud Iza - Gato (voz)
- 2005 - Charlie y la Fábrica de Chocolate - Voz de los Oompa Loompa
- 2005 - Corpse Bride - Bonejangles (voz)
- 2000 - The Gift - Tommy Lee Ballard
- 1993 - The Nightmare Before Christmas - Voces para Jack Skellington (cantando), Barrel, payaso de la cara-careta
- 1986 - Back to School - Miembro del grupo Oingo Boingo
- 1980 - Forbidden Zone - Satán

## Discografía

### En solitario
- 2022 - Bigger. Messier
- 2021 - Big Mess
- 2019 - Eleven Eleven - Concierto para violín
- 2006 - Serenada Schizophrana (Utilizada en Imax Deep Sea 3D)
- 1984 - So-Lo

## Premios y distinciones
Premios Óscar
| Año  | Categoría                              | Película          | Resultado |
| ---- | -------------------------------------- | ----------------- | --------- |
| 1998 | Mejor banda sonora - Drama             | Good Will Hunting | Nominado  |
| 1998 | Mejor banda sonora - Comedia o musical | Men in black      | Nominado  |
| 2004 | Mejor banda sonora                     | Big Fish          | Nominado  |
| 2009 | Mejor banda sonora                     | Milk              | Nominado  |